# Martín Aphesteguy
Martín Aphesteguy (* 22. September 1888; † 18. Mai 1970) war ein uruguayischer Fußballspieler und -schiedsrichter.

## Spielerkarriere

### Verein
Aphesteguy, Bruder von Miguel Aphesteguy, der 1906–07 Präsident bei den Wanderers war, spielte ca. zwischen 1906 und 1915 für die in der Primera División antretenden Montevideo Wanderers. 1909 gewann der mit den Bohemios genannten Wanderers die uruguayische Meisterschaft. Aphesteguy kam dabei auf der zentralen Halbposition zum Einsatz. International gewann er mit den Wanderes 1908 die Copa de Honor "Cusenier" gegen Quilmes AC aus Buenos Aires und 1911 die Cup Tie Competition gegen CA San Isidro, ebenfalls aus der argentinischen Hauptstadt.

### Nationalmannschaft
Martín Aphesteguy war Mitglied der A-Nationalmannschaft Uruguays. Von seinem Debüt am 21. Oktober 1906 im Rahmen der Copa Newton bis zu seinem letzten Einsatz am 18. Juli 1915 bei der Copa Premio Honor Uruguayo absolvierte er nach Angaben der RSSSF 17 Länderspiele, alle gegen Argentinien. Ein Länderspieltor erzielte er nicht. Überdies kam er bei den drei inoffiziellen Länderspielen gegen Argentinien am 25. Februar 1912, am 27. April 1913 und am 28. September 1913 sowie bei dem Benefizspiel gegen den südöstlichen Nachbarn am 13. Juli 1913 zum Einsatz. Auch dort blieb ihm ein Treffer verwehrt. Aphesteguy nahm mit der Celeste an der teilweise als Copa Centenario Revolución de Mayo bezeichneten ersten inoffiziellen Südamerikameisterschaft 1910 teil und belegte dort den zweiten Platz. Revolutionär an dem Wettbewerb war, dass neben dem üblichen Rivalen Argentinien mit Chile erstmals eine dritte Fußballnation in Südamerika auftrat und es damit zu einem echten kleineren Turnier kam. 1912 siegte er mit Uruguay bei der Copa Lipton, 1913 bei der Copa Newton.

### Erfolge
- Copa Lipton: 1912
- Copa Newton: 1913
- Uruguayischer Meister: 1909
- Copa de Honor "Cusenier": 1908
- Copa Competencia Chevallier Boutell: 1911

## Schiedsrichtertätigkeit
Beim Campeonato Sudamericano 1920 und der Weltmeisterschaft 1930 trat er als Schiedsrichter in Erscheinung. Bei der Südamerikameisterschaft leitete er zwei Spiele, bei der ersten Weltmeisterschaft der Geschichte assistierte er zweimal als Linienrichter.